# Refugi antiaeri de l'església de Santa Maria d'Agramunt
El Refugi antiaeri de l'església de Santa Maria d'Agramunt és un antic refugi antiaeri d'Agramunt (Urgell), situat sota l'església romànica de Santa Maria d'Agramunt, que ha estat rehabilitat per a l'accés del públic, i a l'interior s'ha situat una mostra permanent dividida en set espais, que van des de la vida quotidiana abans de la guerra a la rehabilitació de la població bombardejada per l'aviació franquista, passant per l'important obra civil de defensa passiva organitzada pel Govern republicà amb la creació de refugis antiaeris.

## Història
Durant la Guerra Civil, Agramunt va ser bombardejada per l'aviació italiana i alemanya. El primer bombardeig va ser el 5 d'abril de 1938, coincidint amb la caiguda de Lleida a l'oest i, per tant, amb la capacitat de penetrar dels avions feixistes més quilòmetres enllà del front del Segre. L'Ajuntament d'Agramunt, juntament amb la Junta de Defensa Passiva de la Generalitat de Catalunya, van començar a construir refugis en diferents punts de la vila. El de l'església de Santa Maria d'Agramunt va ser el més gran de tots.
Durant la Guerra Civil l'artista Guinovart –aleshores tan sols un nen, fill d'una agramuntina– va residir a la casa de la família materna en aquesta població i va viure, per tant, els bombardeigs. L'Espai Guinovart, ubicat en l'antic mercat municipal, reflecteix els records i les vivències de l'artista i ofereix una exposició permanent i una variada programació d'exposicions. Durant els darrers anys s'han recuperat una sèrie de refugis antiaeris a Catalunya, molts dels quals avui es troben oberts al públic i ofereixen visites guiades i diferents materials interpretatius. En són una mostra els refugis de Benissanet, Flix, la Garriga i Granollers; tots aquests formen part de la Xarxa d'Espais de Memòria del Memorial Democràtic.